# アントニーン・シュヴェフラ
アントニーン・シュヴェフラ（Antonín Švehla, 1873年4月15日-1933年12月12日）は、チェコスロバキアの政治家。農業党党首（1909年-1933年）、内務大臣（1918年-1919年）、首相（1922年-1926年3月、1926年10月-1929年）。

## 生涯
プラハ近郊のホスティヴァシュ（Hostivař）生まれ。チェコスロバキア建国のカレル・クラマーシュ内閣に内相として入閣。1922年10月7日、国民民主党、人民党、社会民主党、国民社会党と連立を組み、農業党は第一党ではなかったが、シュヴェフラが首相に選出され、第1次政権が発足した（「全国民連合」）。第1次政権は1925年12月まで続き、チェコスロバキア第一共和国史上最長を記録した。1925年の下院選挙で農業党が社民党を抑えて第一党の地位を獲得し、また商工中産党が政権に加わり、第2次シュヴェフラ政権が発足した。しかしシュヴェフラの健康状態が悪化し、農作物関税法法案をめぐる農業党と社民党の対立が決定的となったため、1926年3月に総辞職した。ヤン・チェルニーの官僚内閣を挟んで、同年10月、野党に回った社民党と国民社会党に代わり、ドイツ系政党の農業者同盟およびキリスト教社会党を政権に加えて、第3次政権が成立した（「ブルジョワ連合」）。1927年10月、シュヴェフラの健康は再び悪化し、人民党のヤン・シュラーメクが首相代理を務めたが、1928年の地方選挙における人民党の敗北が政権内での基盤を弱体化させ、野党からの総選挙要求も加わり、シュラーメク批判が高まった。1929年2月、シュヴェフラは首相を辞任し、同じ農業党のフランチシェク・ウドルジャルが後継した。
農業党党首の地位には引き続きとどまっていたが、実質的な党務はルドルフ・ベランが行い、シュヴェフラは長期療養生活を送った。1933年、死去。

## 文献
- Daniel E. Miller, Forging Political Compromise: Antonín Švehla and the Czechoslovak Republican Party, 1918-1933, University of Pittsburgh Press, 1999.

Preclík, Vratislav. Masaryk a legie (Masaryk and legions), váz. kniha, 219 pages, first issue vydalo nakladatelství Paris Karviná, Žižkova 2379 (734 01 Karvina, Czech Republic) ve spolupráci s Masarykovým demokratickým hnutím (Masaryk Democratic Movement, Prague), 2019, ISBN 978-80-87173-47-3, pages 5 - 32, 36 - 39, 41 - 42, 106 - 107, 111-112, 124–125, 128, 129, 132, 140–148, 184–199.